# Jan Kondrak
Jan Kondrak (ur. 25 lipca 1959 w Hrubieszowie) – autor tekstów, kompozytor i wykonawca. 
Młodość spędził w rodzinnej Adelinie. Ukończył LO im. Stanisława Staszica w Hrubieszowie oraz polonistykę na UMCS w Lublinie. Zamieszkał w Świdniku.
Został zwycięzcą ogólnopolskich Spotkań z Piosenką Kabaretową OSPA w Ostrołęce (Grand Prix), laureatem nagrody głównej Ogólnopolskich Spotkań Estradowych OSET w Rzeszowie, laureatem Studenckiego Festiwalu Piosenki w Krakowie i Krajowego Festiwalu Piosenki Polskiej w Opolu (za tekst), dwukrotnym laureatem FAMY w Świnoujściu (za scenariusz i utwory dla Marka Dyjaka), był twórcą i szefem artystycznym Festiwalu Kultury Ekologicznej w Józefowie.
Wydał cztery pozycje fonograficzne z własnymi tekstami (Wyzwanie, Tym, co pod wiatr, Romanse ballady, Kto, co), cztery pozycje z tekstami Edwarda Stachury (Missa pagana, Tango Triste, Madame I i Madame II) oraz Kolędy przy gitarze.
Został jednym z liderów piwnicy artystycznej Lubelska Federacja Bardów.
W 2004 został odznaczony Srebrnym Krzyżem Zasługi (2004).
Przystąpił do Platformy Obywatelskiej. Bez powodzenia kandydował z jej listy do sejmiku województwa lubelskiego w 2006 i 2014 oraz do Sejmu w 2007.